# Karim Onisiwo
Karim Onisiwo (Viena, 17 de marzo de 1992) es un futbolista austriaco. Juega de delantero y su equipo es el Red Bull Salzburgo de la Bundesliga austriaca.

## Selección nacional
Es internacional absoluto con la selección de Austria desde el año 2015. Debutó en noviembre contra Suiza en un encuentro amistoso.

## Clubes
| Club                | País     | Año           |
| ------------------- | -------- | ------------- |
| SC Ostbahn XI       | Austria  | 2010-2011     |
| TSV Neumarkt        | Austria  | 2011-2012     |
| SV Austria Salzburg | Austria  | 2012-2014     |
| SV Mattersburgo     | Austria  | 2014-2016     |
| 1. FSV Maguncia 05  | Alemania | 2016-2025     |
| Red Bull Salzburgo  | Austria  | 2025-presente |

## Palmarés

### Títulos nacionales
| Título                  | Club            | País    | Año     |
| ----------------------- | --------------- | ------- | ------- |
| Primera Liga de Austria | SV Mattersburgo | Austria | 2014-15 |